# محمد علي قواند
محمد علي قواند (مواليد 5 يوليو 2002) هو عداء مسافات متوسطة متخصص في سباقات 400 متر و800 متر. حصل على الميدالية الفضية في بطولة العالم لألعاب القوى 2021 تحت 20 سنة.
صاحب الرقم القياسي العالمي لصنف الأواسط U20 في سباق 600م بزمن 1:14.79د، والرقم القياسي الوطني للاواسط U20 في 800م بزمن 1:44.45د،
كما يملك الرقم القياسي الوطني لصنف اشبال U18 في سباق 800متر بزمن 1.47.88د و في 400متر 46.76ث، نتائج جد ممتازة من سباق 100م إلى 1000م .

## ⁦⁩الإنجازات
- ⁦⁩⁦⁩فضية بطولة العالم للأواسط U20 نيروبي كينيا 2021 في سباق 800متر
- ⁦⁩⁦⁩ذهبية البطولة العربية للاكابر تونس 2021 في سباق 800متر (شارك مع الاكابر هو صنف U20 شباب )
- ⁦⁩⁦⁩فضية البطولة العربية للاكابر تونس 2021 في سباق 400متر (شارك مع الاكابر هو صنف شباب U20)
- ⁦⁩⁦⁩ذهبية بطولة العالم المدرسية اشبال U18 كرواتيا 2019 في سباق 800متر
- فضية البطولة الإفريقية 2019 اشبال U18 آبيجان الكوديفوار في سباق 800متر
- ذهبية البطولة العربية في سباق 400 متر U18 اشبال تونس 2019
- فضية الألعاب الأولمبية شباب U18 الأرجنتين 2018 في سباق 800 متر
- ذهبية التتابع أربعة مرات 400متر رجال ألعاب البحر الابيض المتوسط وهران 2022
- حقق العديد من البطولات الوطنية من الاصناف الصغرى إلى الكبرى.

## أحسن أرقامه
- 1000m :2:20.24 U20
- 800m 1:44.43 ( 2022)
- 800m :1:44.45 NR U20
- 800m : 1'47"88 NR U18
- 600m : 1:14.79 WB U20 AB U20
- 600m :1'18"97 NR U18
- 400m: 46.21 U20
- 400m : 46"76 NR U18
- 200m : 21.64 U18
- 100m: 11.04 U18
- 4x400m men dz 3:03.41(2022)